# 神戸市室内管弦楽団
神戸市室内管弦楽団（こうべししつないかんげんがくだん）は、日本のプロの室内オーケストラ。神戸市により1981年に弦楽合奏団「神戸市室内合奏団」として設立され、2018年に管楽器を加え「神戸市室内管弦楽団」に改名した。
プロの演奏家により組織され、神戸を拠点として室内楽の普及に努めている。神戸を中心に、東京や大阪などで年に8回程度の演奏会が行われている。
日本オーケストラ連盟準会員。

## 概要
1981年に地方自治体では初の弦楽合奏団として発足し、1994年の神戸市演奏協会発足とともに財団法人による運営となった。
1998年、ドイツの指揮者ゲルハルト・ボッセを音楽監督に迎える。
2012年2月1日にボッセが大腸癌のため死去したことを受け、2013年に岡山潔がボッセから音楽監督の座を引き継いだ。
2016年、神戸市演奏協会と神戸市民文化振興財団が合併。運営を神戸市民文化振興財団事業部演奏課に移管した。
2018年4月、ホルン奏者とオーボエ奏者を加え、神戸市室内合奏団から神戸市室内管弦楽団に改名した。
2021年4月、音楽監督に鈴木秀美が就任。

## 団員

### ヴァイオリン
- 高木和弘 (首席コンサートマスター)[9]
- 西尾恵子（首席）
- 森岡聡（首席）
- 井上隆平（副首席）
- 黒江郁子
- 幸田聡子
- 谷口朋子
- 中山裕子
- 二橋洋子
- 萩原合歓
- 前川友紀

### ヴィオラ
- 亀井宏子（首席）
- 中島悦子
- 横井和美

### チェロ
- 伝田正則（首席）
- 田中次郎（副首席）
- 山本彩子（副首席）

### コントラバス
- 長谷川順子

### オーボエ
- 岡山理絵

### ホルン
- 根本めぐみ

### ヴァイオリン（楽友）
- 白井圭